# John H. Chapman
John Herbert Chapman (* 28. August 1921; † 28. September 1979) aus London, Ontario war ein kanadischer Weltraumforscher.

## Leben
Seine Karriere begann mit der Erforschung von Funkwettern und Radiowellen in der Ionosphäre. Später machte er seinen Abschluss zum Master of Science und Ph.D. in Physikwissenschaften an der McGill University in Montreal, Québec. Anschließend arbeitete er für einige Jahre bei der kanadischen Forschungseinrichtung Defense Research Board (DRB). 1951 wurde Chapman zum Leiter für ionosphärische Forschungen am militärisch-zivilen Forschungsinstitut  Defense Research Telecommunications Establishment (DRTE) auf der Anlage Shirleys Bay berufen.
Während seiner Arbeit in Shirleys Bay arbeitete er an mehreren Projekten. Eines seiner Projekte umfasste die Entwicklung und den Bau des ersten kanadischen Satelliten Alouette 1, der am 29. September 1962 in den Weltraum gestartet wurde.
Das DRTE hatte bisher keine Erfahrungen in der Entwicklung und dem Bau von Satelliten. Insofern waren die Mitarbeiter der Forschungseinrichtung unter Chapman für den Erfolg des Projekts verantwortlich. Die Forscher und deren Mitarbeiter mussten alle möglichen Faktoren, die auf den Satelliten im Weltraum einwirken könnten, einkalkulieren. Durch die Arbeit an dem Projekt und den Erfolg der Mission wurde er zum Chef eines von der Regierung beauftragten Forschungsteams ernannt, das die Atmosphäre erforschen und das kanadische Raumfahrtprogramm weiterentwickeln sollte. Als Forschungsleiter veröffentlichte er den Bericht The Chapman Report, in dem er für eine Neustrukturierung des kanadischen Raumfahrtprogramms argumentierte, damit eine weitergehende Forschung effektvoll und effizient ermöglicht werden konnte. The Chapman Report ist für die kanadische Raumfahrtbehörde ein wichtiges Dokument, an das sie sich auch noch heute hält.
Chapman war zudem Mitglied der Wissenschaftsakademie Royal Society of Canada und im Komitee der Raumfahrtforschung der seinerzeit neugegründeten National Research Council of Canada (NRC). Ebenso war er Vorsitzender der International Union of Radio Science sowie der American Geophysical Union, einer Non-Profit-Organisation von Geophysikern.
Chapman starb 1979. Zehn Jahre nach seinem Tod wurde die Raumfahrtbehörde Canadian Space Agency gegründet – mit dem Ziel, alle Forschungen zentral zu koordinieren. Dadurch war Kanada in der Lage, neue Raumfahrtprojekte durchzuführen. Eines der wichtigsten und größten Projekte war die Entwicklung und der Bau des als Canadarm bezeichneten Roboterarms Remote Manipulator System, das sowohl am Space Shuttle als auch an der Internationalen Raumstation Anwendung findet.

## Auszeichnungen und Ehrungen
Chapman erhielt mehrere Auszeichnungen für seine Arbeit in der Luft- und Raumfahrttechnologie. Seine erste Auszeichnung erhielt er 1966 von der Royal Society of Canada. Im selben Jahr wurde er von der Ingenieursvereinigung Association of Professional Engineers of Ontario und mit der Dillinger Gold-Medaille vom Wissenschaftsverband International Union of Radio Scientists geehrt. 1967 erhielt Chapman die Auszeichnungen Chree Medal and Prize (heute: Appleton Medal and Prize) und den McCurdy von der Luft- und Raumfahrtorganisation Canadian Aeronautics and Space Institution.
Bei Eröffnung des Hauptsitzes der kanadischen Raumfahrtbehörde (CSA) im Jahr 1992 wurde das Gebäude ihm zu Ehren John H. Chapman Space Centre benannt.